# Nick Louvel
Nick Louvel est un réalisateur, producteur et acteur américain né le 15 janvier 1981 à Santa Monica aux États-Unis et mort le 24 septembre 2015 à East Hampton, New York.

## Filmographie
- 2001 : War Story!, court-métrage de John Baumgartner (producteur associé)
- 2002 : Domino One (réalisateur, acteur, scénariste, monteur et producteur)